# Джонка (Хабаровский край)
Джо́нка — посёлок сельского типа в Нанайском районе Хабаровского края. Административный центр и единственный населённый пункт сельского поселения «Посёлок Джонка».

## География
Посёлок Джонка стоит на северном берегу Иннокентьевского озера.
Иннокентьевское озеро находится в долине реки Амур (правобережье). Озеро короткой протокой (примерно 3-4 км) соединено с протокой Иннокентьевской (правобережная протока Амура).
На правом берегу Иннокентьевской протоки стоит село Иннокентьевка — спутник пос. Джонка.
От пос. Джонка до автодороги Хабаровск — Комсомольск-на-Амуре около 15 км (на восток).

## Население
| 1992  | 2002  | 2010  | 2011  | 2012  | 2013  | 2014  |
| ----- | ----- | ----- | ----- | ----- | ----- | ----- |
| 2100  | ↘1647 | ↘1310 | ↘1309 | ↘1276 | ↗1278 | ↘1268 |
| 2015  | 2016  | 2017  | 2018  | 2019  | 2020  | 2021  |
| ↘1244 | ↘1238 | ↘1192 | ↘1144 | ↘1125 | ↘1099 | ↘950  |

## Галерея

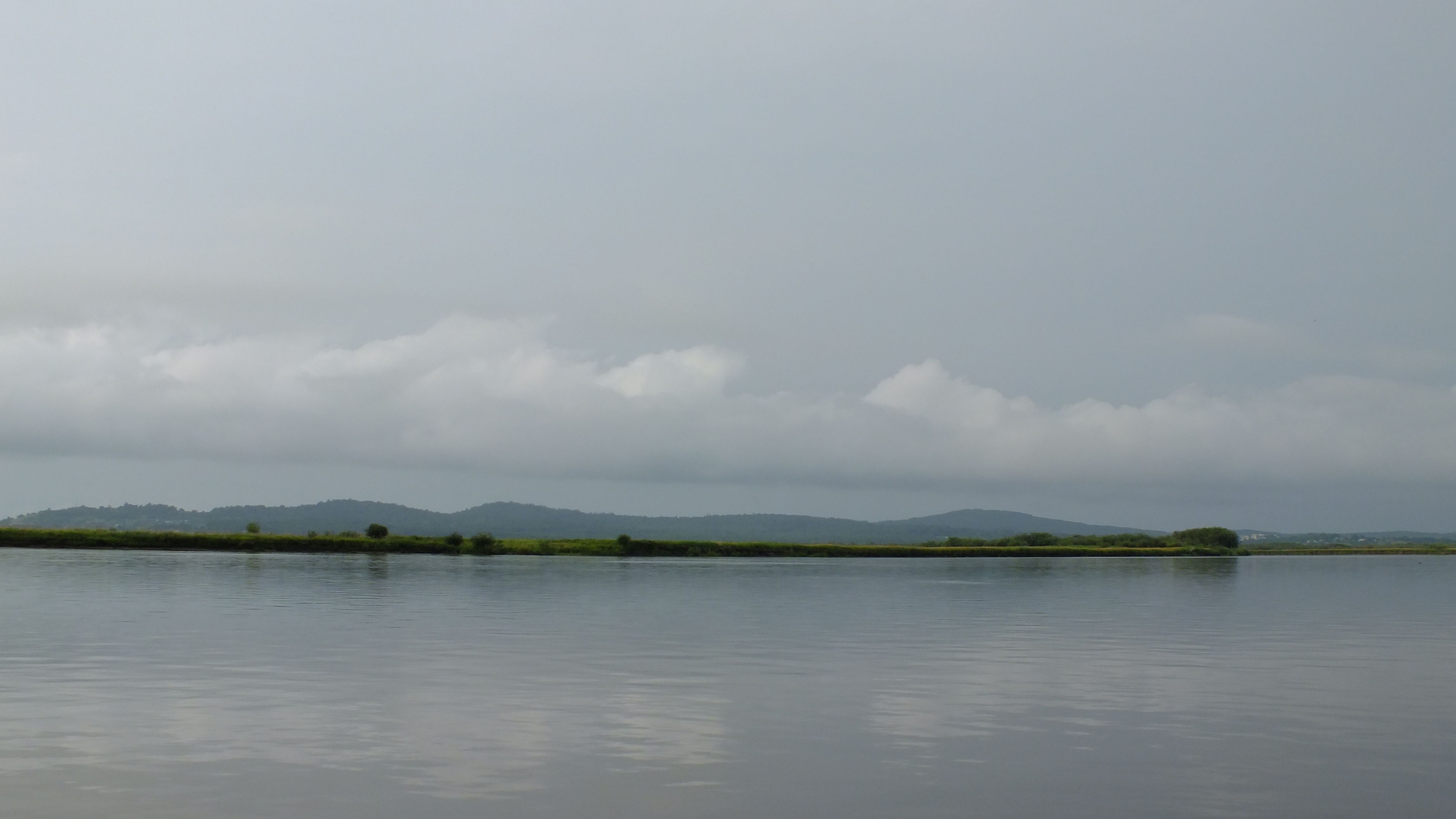
Пос. Джонка справа, село Иннокентьевка слева.
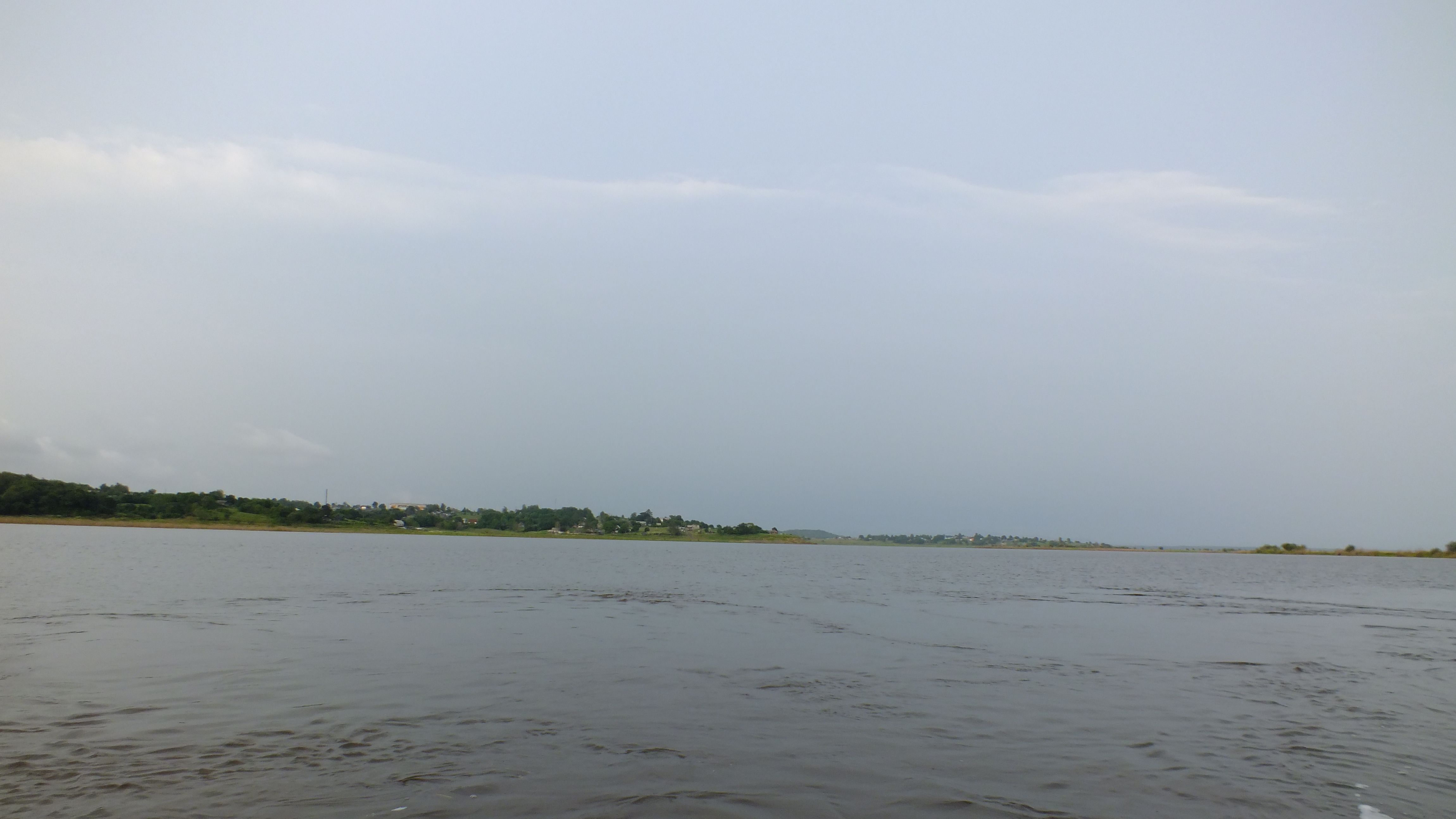
Пос. Джонка и вход в Иннокентьевское озеро.
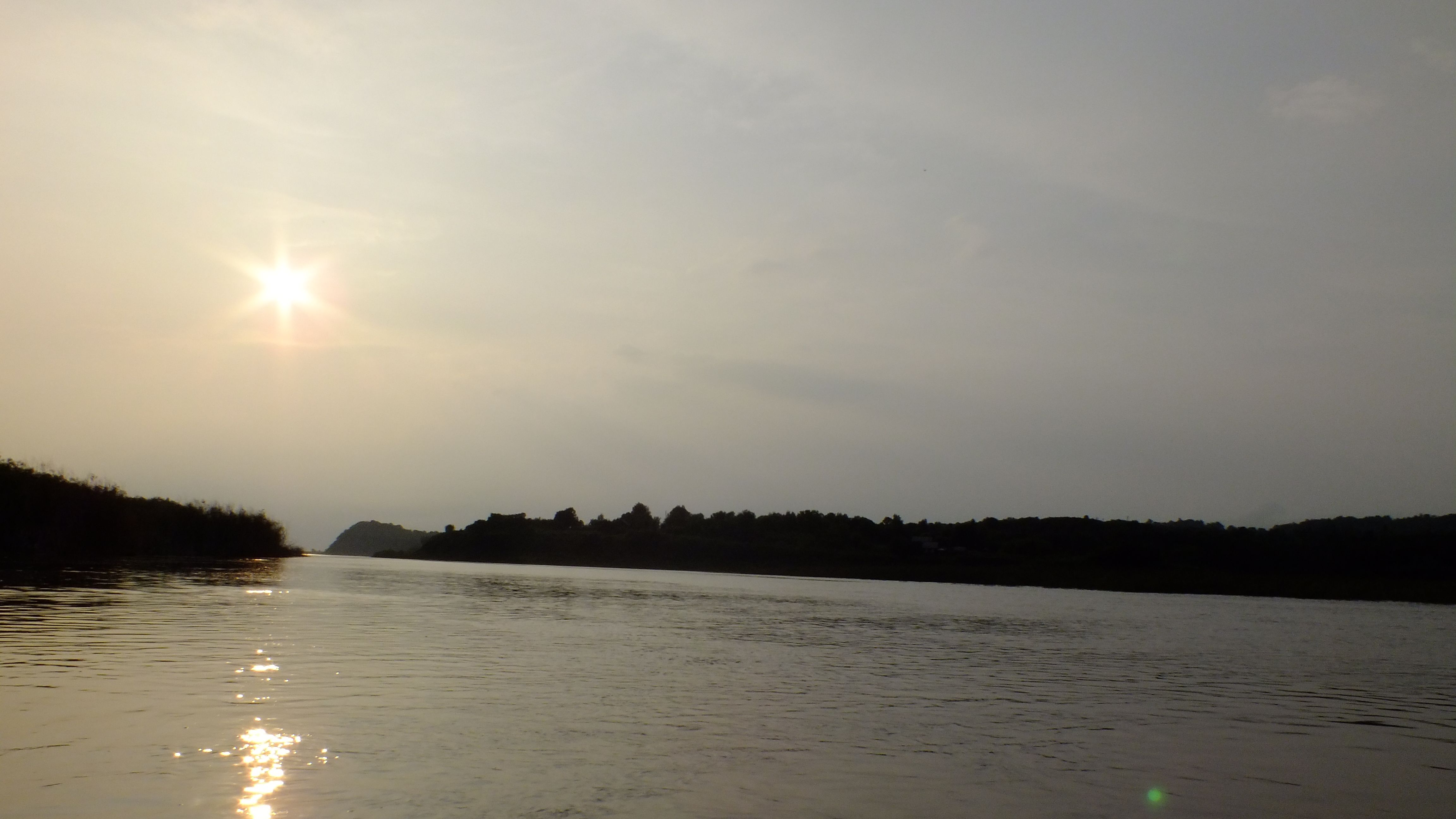
Вниз по протоке, вытекающей из Иннокентьевского озера, вдали Иннокентьевский утёс. За утёсом — протока Иннокентьевская и село Иннокентьевка.